# Helicopsyche zealandica
Helicopsyche zealandica là một loài Trichoptera trong họ Helicopsychidae. Chúng phân bố ở miền Australasia.